# Xã Ozark, Quận Anderson, Kansas
Xã Ozark (tiếng Anh: Ozark Township) là một xã thuộc quận Anderson, tiểu bang Kansas, Hoa Kỳ. Năm 2010, dân số của xã này là 578 người.